# Fausta Cornelia
Fausta Cornelia (appelée aussi Cornelia Fausta) est une des filles du dictateur romain Sylla.

## Biographie

### Jeunesse
Fausta et son frère jumeau Faustus étaient les enfants que leur père a eu avec Caecilia Metella, sa quatrième épouse. Ils avaient également une demi-sœur plus âgée, Cornelia et une demi-sœur plus jeune prénommée Cornelia Postuma (en). Fausta et son frère ont été élevés par Lucullus, le meilleur ami de leur père .

### Mariages
Plusieurs hommes ont exprimé le souhait d'épouser Fausta Cornelia parmi lesquels Quintus Pompeius Macula, un ami de Cicéron mais en fin de compte, elle se marie avec le poète Caius Memmius. De cette union naît un fils également prénommé Caius Memmius. Le mariage avec Caius Memmius tourne mal et elle finit par mépriser son ex-tuteur Lucullus et sa famille avant de divorcer.
Finalement, elle épouse Titus Annius Milo, homme politique de la fin de la République romaine. Elle est suspectée d'avoir trompé son mari Milo avec l'historien Salluste qui a été traduit en justice pour adultère en même temps qu'elle. C'était, hélas, chose commune à Rome, où une telle attitude légère contraire à la morale, aurait pu passer inaperçue si les trois protagonistes n'avaient pas été des notables. Cet incident ne semble pas l'avoir dissuadé à avoir d'autres aventures puisqu'un homme du nom de Villius a été attrapé et battu par Milo pour avoir couché avec Fausta .

## Représentations culturelles
Fausta Cornelia apparaît comme un personnage principal de SPQR series (en), des récits historiques mystérieux écrits par John Maddox Roberts.